# Dil
Dil (hindi: दल, urdu: دل) – bollywoodzki komediodramat wyreżyserowany w 1990 przez debiutanta Indra Kumara. W rolach głównych sławni indyjscy aktorzy Aamir Khan, Madhuri Dixit i Anupam Kher. Tematem filmu są narodziny i obrona miłości także przed nieakceptacją rodziców.

## Fabuła
21-letni Raja (Aamir Khan) pogodny lekkoduch wojuje z koleżanką z college'u Madhu (Madhuri Dixit). Na oczach kolegów droczenie się przybiera coraz bardziej nieprzyjemne formy. Wykpiona przez Raję Madhu oskarża go o gwałt powodując wydalenie z obozu letniego. Boleśnie urażony Raja chcąc wstrząsnąć wyśmiewającą i zniesławiającą go dziewczyną inicjuje scenę rzeczywistego gwałtu na Madhu. Nie dochodzi do niego. Raja zatrzymuje się w ostatnim momencie mówiąc, że grożąc jej chciał, aby poczuła, czym jest to, o co go oskarżyła i przestraszyła się zniesławienia, które stało się jego udziałem. Skruszona Madhu – zakochuje się w Raja.
Miłość między nimi pasuje ojcu Raja (Anupam Kher), biednemu, ale chciwemu pieniędzy człowiekowi, który zamarzył sobie, że zdobędzie majątek żeniąc bogato syna. Udaje mu się, stworzywszy pozory, że jest człowiekiem bogatym, zaprzyjaźnić się z ojcem Madhu. Dopiero na przyjęciu zaręczynowym prawda wychodzi na jaw. Urażony ojciec Madhu na oczach wszystkich policzkuje ojca Raja. W obu rodzinach zaczyna się walka o rozdzielenie zakochanych.

## Obsada
- Aamir Khan – Raja
- Madhuri Dixit – Madhu Mehra
- Saeed Jaffrey – ojciec Madhu
- Deven Verma – inspektor policji Ghalib
- Anupam Kher – Hazari Prasad, ojciec Raja
- Shammi – babka Madhu

## Muzyka i piosenki
Twórcami muzyki jest duet Anand-Milind (nagrodzony w 1988 roku Qayamat Se Qayamat Tak, Beta (film)). Piosenki do tekstów Sameera śpiewają:
1. „Jaane Kya Haal Ho” – Lata Mangeshkar, Asha Bhosle, Jagjit Singh
2. „Dum Dama Dum” – Udit Narayan, Anuradha Paudwal
3. „Hum Pyar Karne Wale” – Udit Narayan, Anuradha Paudwal
4. „Humne Ghar Choda Hai”
5. „Khambe Jaisi Khadi Hai” – Udit Narayan
6. „Mujhe Neend Na Aaye” – Udit Narayan, Anuradha Paudwal
7. „O Priya Priya” – Suresh Wadekar, Anuradha Paudwal
8. „Na Jane Kahan Dil Khe Gaya”

## Nagrody i nominacje
- Madhuri Dixit – Nagroda Filmfare dla Najlepszej Aktorki
- nominacja do Nagrody Filmfare dla Najlepszego Filmu
- Aamir Khan – nominacja do Nagrody Filmfare dla Najlepszego Aktora
- Anupam Kher – nominacja do Nagrody Filmfare dla Najlepszego Aktora Drugoplanowego
- Anand-Milind – nominacja do Nagrody Filmfare dla Najlepszą Muzykę
- Sameer – nominacja do Nagrody Filmfare za Najlepszy Tekst – za „Na Jaane Kahan Se”
- Surech Wadkar – nominacja do Nagrody Filmfare dla Najlepszego Playbacku Męskiego za piosenkę „O Priya”
- Anuradha Paudwal – nominacja do Nagrody Filmfare dla Najlepszego Playbacku Kobiecego za piosenkę „Na Jaane Kahan Se”